# Jacques Majerus
Jacques Majerus (Wiltz, 28 de març de 1916 – Arosa, 18 de gener de 1972) fou un ciclista luxemburguès, que va competir en la prova individual i la de cursa per equips dels Jocs Olímpics d'Estiu de 1936 disputats a la ciutat de Berlín.